# Orquesta Nacional de Gales de la BBC
La Orquesta Nacional de Gales de la BBC (en inglés BBC National Orchestra of Wales, abreviado como BBC NOW; en galés Cerddorfa Genedlaethol Gymreig y BBC) es una orquesta sinfónica galesa y una de las cinco orquestas profesionales de radio de la BBC, que fue fundada en 1928. Su sala de conciertos habitual es St David's Hall de Cardiff. Su sede administrativa está en Cardiff, en el BBC Hoddinott Hall, en el emplazamiento del Wales Millennium Centre, desde enero de 2009. Es la única institución sinfónica profesional de Gales, que desempeña un doble papel como orquesta de radiodifusión y orquesta nacional.
Actúa regularmente por todo Gales, así como en giras internacionales y apariciones anuales en el Royal Albert Hall de Londres en los BBC Proms. Su labor de radiodifusión incluye sesiones de estudio para la radio y televisión de la BBC, aunque los conciertos de la orquesta constituyen la mayor parte de sus emisiones, transmitidas principalmente por BBC Radio 3, pero también por BBC Radio Wales, BBC Radio Cymru y BBC Television. Graba muchas bandas sonoras para la televisión de la BBC, como Doctor Who, Torchwood, Human Planet y Earthflight.

## Historia
La agrupación precursora fue la "Cardiff Station Orchestra" (Orquesta de la Estación de Cardiff), fundada en 1924 y convertida en la "National Orchestra of Wales" (Orquesta Nacional de Gales) en 1928. Los problemas de financiación provocaron su disolución en 1931. En 1935 se creó la "BBC Welsh Orchestra" (Orquesta Galesa de la BBC), formada por 20 miembros, que se disolvió en 1939 con la llegada de la Segunda Guerra Mundial. Tras la guerra, resurgió como un conjunto de 31 miembros, con Mansel Thomas como su primer director principal. En 1947 se fundó el "BBC Welsh Chorus" (Coro Galés de la BBC) como agrupación coral afiliada a la orquesta. El tamaño de la agrupación aumentó constantemente, llegando a 44 músicos en la temporada 1960-1961, 60 músicos en 1974 y 66 músicos en 1976, cuando el nombre del conjunto cambió a "BBC Welsh Symphony Orchestra" (Orquesta Sinfónica de Gales de la BBC). Alcanzó su dotación sinfónica completa de 88 músicos en 1987 antes de reducirse a su nivel actual de 78 músicos en 2014 como parte de los ahorros de la BBC llevados a cabo por el director de la época, Michael Garvey, que también realizó reducciones en el equipo administrativo y de gestión mediante despidos. En la década de 1970 se creó un nuevo coro llamado "BBC Welsh Choral Society" (Sociedad Coral Galesa de la BBC), que sustituyó al anterior. En 1993 la agrupación pasó a llamarse "BBC National Orchestra of Wales" (Orquesta Nacional de Gales de la BBC), para reflejar más adecuadamente su papel especial como orquesta nacional y como conjunto interpretativo de la BBC. Paralelamente el coro pasó a llamarse "BBC National Chorus of Wales" (Coro Nacional de Gales de la BBC). Tanto la orquesta como el coro llevan a cabo una labor de divulgación a través de su departamento de Educación y Divulgación Comunitaria, que facilita el acceso a los intérpretes y cantantes a escuelas, grupos, comunidades y músicos galeses de todos los niveles.
Entre 1987 y 1995 Tadaaki Otaka fue el director titular y actualmente es director laureado. Richard Hickox, director principal de 2000 a 2006, fue director emérito hasta su fallecimiento en noviembre de 2008. En julio de 2011 se anunció el nombramiento de Thomas Søndergård como su decimocuarto director principal, a partir de la temporada 2012-2013, con un contrato inicial de 4 años. En febrero de 2016 anunció una nueva prórroga del contrato de Søndergård como director principal hasta «al menos 2018». Søndergård concluyó formalmente su mandato como director principal en julio de 2018.
Entre los principales directores invitados se encuentran Mariss Jansons, James Loughran y Jac van Steen. François-Xavier Roth fue director invitado asociado. En diciembre de 2015 anunció el nombramiento de Xian Zhang como su próxima directora invitada principal, a partir de la temporada 2016-2017, con un contrato inicial de 3 años. Es la primera mujer directora nombrada para un puesto titular en cualquier orquesta de la BBC. Entre los anteriores compositores asociados se encuentra B Tommy Andersson. Huw Watkins se convirtió en compositor asociación a partir de 2015. En septiembre de 2020 Gavin Higgins fue anunciado como nuevo compositor asociado. Adrian Partington es el actual director artístico del Coro Nacional de Gales de la BBC.
En noviembre de 2018 Ryan Bancroft dirigió por primera vez como invitado a la BBC NOW, como sustituto de emergencia de Xian Zhang. Volvió como director invitado en mayo de 2019. En septiembre de 2019 anunció el nombramiento de Bancroft como su próximo director titular, a partir de la temporada 2020-2021, con un contrato inicial de 3 años.
Los anteriores directores de la BBC NOW y del Coro Nacional de Gales de la BBC han sido Huw Tregelles-Williams, David Murray (responsable de la construcción del Hoddinott Hall) y Michael Garvey. En septiembre de 2019 la BBC anunció el nombramiento de Lisa Tregale como nueva directora de BBC NOW y del Coro Nacional de Gales de la BBC, con efecto a partir de 2020. Tregale es la primera mujer nombrada para el cargo.
En 2023 miembros de la orquesta fueron seleccionados para tocar en la ceremonia de la coronación de Carlos III del Reino Unido y Camilla.

## Directores
- 1928–1931 Warwick Braithwaite
- 1931–1935 Reginald Redman
- 1935–1939 Idris Lewis
- 1946–1950 Mansel Thomas
- 1950–1965 Rae Jenkins
- 1966–1971 John Carewe
- 1972–1978 Boris Brott
- 1979–1982 Bryden Thomson
- 1983–1985 Erich Bergel
- 1987–1995 Tadaaki Otaka
- 1996–2000 Mark Wigglesworth
- 2000–2006 Richard Hickox
- 2006–2012 Thierry Fischer
- 2012–2018 Thomas Søndergård
- 2020– Ryan Bancroft

## Discografía selecta
Además de su trabajo discográfico para la BBC, esta orquesta cuenta con una extensa discografía comercial con sellos como Chandos, Hyperion y Linn. Entre ellas se incluyen ciclos grabados de música de Lennox Berkeley y Michael Berkeley, Frank Bridge y Edmund Rubbra.
- Tippett: The Rose Lake; Ritual Dances from The Midsummer Marriage (CHSA 5039)
- Elgar: Symphony No 2; In The South (Alassio) (CHSA 5038).
- Sullivan: Trial by Jury; Cox and Box (CHSA 10321).
- Bridge: Orchestral Works, Vol. 6 (CHAN 10310).
- Walton: Christopher Columbus; Hamlet and Ophelia (CHSA 5034).
- Parry: Works for Chorus and Orchestra (CHAN 10740). Nominado al Grammy a la mejor interpretación coral 2014.
- Stravinsky: Ballets Russes.
- Holst: Orchestral Works, Vol. 1 (CHSA 5069).
- Shapiro: Archangel, Concerto for Piano and Orchestra (Paumanok).